# طويقان واغلري
طويقان واغلري (الاسم العلمي:Aulacorhynchus wagleri) (بالإنجليزية: Wagler's Toucanet)‏ هو نوع من الطيور يتبع جنس الطويقان الأخضر من الفصيلة الطوقانية.